# Christian Ramos (actor)
Christian Ramos es un actor mexicano de televisión, quién debutó por primera vez en la telenovela de Hasta el fin del mundo en 2014.

## Carrera artística
Christian nació en la ciudad de Guadalajara, Jalisco en 1990. Tiempo después cuando creció se mudó a la Ciudad de México para comenzar su carrera artística en el Centro de Educación Artística de Televisa donde fue egresado en 2015.
Inició participando en los unitarios de Como dice el dicho y La rosa de Guadalupe en varios episodios. En 2014 hace su debut en televisión interpretando a un doble del personaje de Salvador en la producción de Nicandro Díaz González Hasta el fin del mundo.
En 2015 participa en la novela de Lo imperdonable interpretando a Romeo al lado de los actores Claudia Álvarez, Diego Olivera, Cristián de la Fuente y Horacio Pancheri.
En 2016 participó en El hotel de los secretos con el personaje de Cipriano, y al año entrante en la novela de El Bienamado como Tadeo.
A finales de 2017 se da a conocer en la bioserie Hoy voy a cambiar, interpretando a Héctor Fregoso —uno de los intereses amorosos de Lupita D'Alessio— y compartiendo escena al lado de Mariana Torres.
En 2018 Roberto Gómez Fernández lo convoca para participar en su telenovela de La jefa del campeón con el papel de Joel Salamilla, y compartiendo créditos con África Zavala, Carlos Ferro y Enrique Arrizon.
En 2019 tiene una participación especial en la serie de El juego de las llaves, como Pedro y actuando al lado de Maite Perroni, Sebastián Zurita, Marimar Vega, Humberto Busto, Horacio Pancheri, Hugo Catalán, Ela Velden y Fabiola Campomanes.
En 2020 participa en la telenovela de Telemundo de La Doña en su segunda temporada dándole vida a Cisco, con Aracely Arámbula como la protagonista.
En 2021 forma parte del elenco de Fuego ardiente dando vida a Tomás, al lado de Mariana Torres nuevamente, Carlos Ferro, Kuno Becker, Claudia Martín, Claudia Ramírez y José María de Tavira.

## Filmografía

### Televisión
- Monteverde (2025)... Hugo Toro
- El ángel de Aurora (2024)... Aquiles
- Vuelve a mi (2023)... Jeremías Montero "El Chalo"
- La herencia (2022)... Brayan Cruz
- Fuego ardiente (2021)... Tomás
- La Doña (2020)... Francisco "Cisco"
- El juego de las llaves (2019-2021)... Pedro
- La jefa del campeón (2018)... Joel Salamilla
- Sin miedo a la verdad (2018)... Julio César
- El bienamado (2017)... Tadeo
- Hoy voy a cambiar (2017)... Héctor Fregoso
- El hotel de los secretos (2016)... Cipriano
- Lo imperdonable (2015)... Romeo
- Como dice el dicho (2015)... Varios episodios
- La rosa de Guadalupe (2015)... Varios episodios
- Hasta el fin del mundo (2014-2015)... Doble de Salvador
- La sombra del pasado (2014-2015)... Extra